# Синклитикија Александријска
Света Синклитикија је хришћанска светитељка пореклом из Македоније.
Васпитана у Александрији. Као богата и угледна девојка имала је много просаца, но она их све одбије и одбегне из родитељске куће у манастир. У највећој уздржљивости, бдењу и молитви поживи до осамдесет година. Њене поуке монахињама одувек су сматране правим духовним бисером, јер ова праведница није дошла до високе мудрости кроз књиге, него кроз страдање, муку, даноноћно размишљање и духовно општење с вишим божанским светом. Преселила се душом у тај виши свет 350. године. Света Синклитикија између осталога говорила је: "Ако је време поста, немој се отказивати поста тобож због болести, јер гле и они који не посте, падају у исте болести“. Још је говорила: "Као што се открито благо брзо разграби, тако и добродетељ, када се разглашава, помрачује се и губи".
Српска православна црква слави је 5. јануара по црквеном, а 18. јануара по грегоријанском календару.